# Le Mors aux dents (film, 1965)
Pour les articles homonymes, voir Le Mors aux dents.
Pour plus de détails, voir Fiche technique et Distribution.
Le Mors aux dents (Titre original : The Rounders) est un western américain réalisé par Burt Kennedy et sorti en 1965.

## Synopsis
Le film retrace le destin de deux cow-boys au Nouveau-Mexique, attirés par le jeu, les femmes et l'alcool.

## Fiche technique
- Titre original : The Rounders
- Réalisation : Burt Kennedy
- Scénario : Burt Kennedy d'après une nouvelle de Max Evans
- Producteur : Richard E. Lyons
- Société de production : Metro-Goldwyn-Mayer[1]
- Musique : Jeff Alexander
- Directeur de la photographie : Paul Vogel
- Montage : John McSweeney Jr.
- Pays de production :  États-Unis
- Genre : Western
- Durée : 85 minutes
- Dates de sortie :
  - Allemagne de l'Ouest : 8 janvier 1965
  - États-Unis : 5 mars 1965

## Distribution
- Glenn Ford (VF : Jean-Claude Michel) : Ben Jones
- Henry Fonda (VF : Michel André) : Marion 'Howdy' Lewis
- Sue Ane Langdon (VF : Arlette Thomas) : Mary
- Hope Holiday : Sister
- Chill Wills (VF : Lucien Bryonne) : Jim Ed Love
- Edgar Buchanan (VF : André Valmy) : Vince Moore
- Kathleen Freeman : Agatha Moore
- Joan Freeman : Meg Moore
- Denver Pyle (VF : Pierre Collet) : Bull
- Barton MacLane (VF : Jean Violette) : Tanner
- Warren Oates (VF : Pierre Garin) : Harley Williams
- Doodles Weaver : Arlee
- Allegra Varron : Mme Norson
- Casey Tibbs : Rafe
- Ralph Moody (VF : Émile Duard) : vétérinaire (non crédité)